# Wanda Bibrowicz

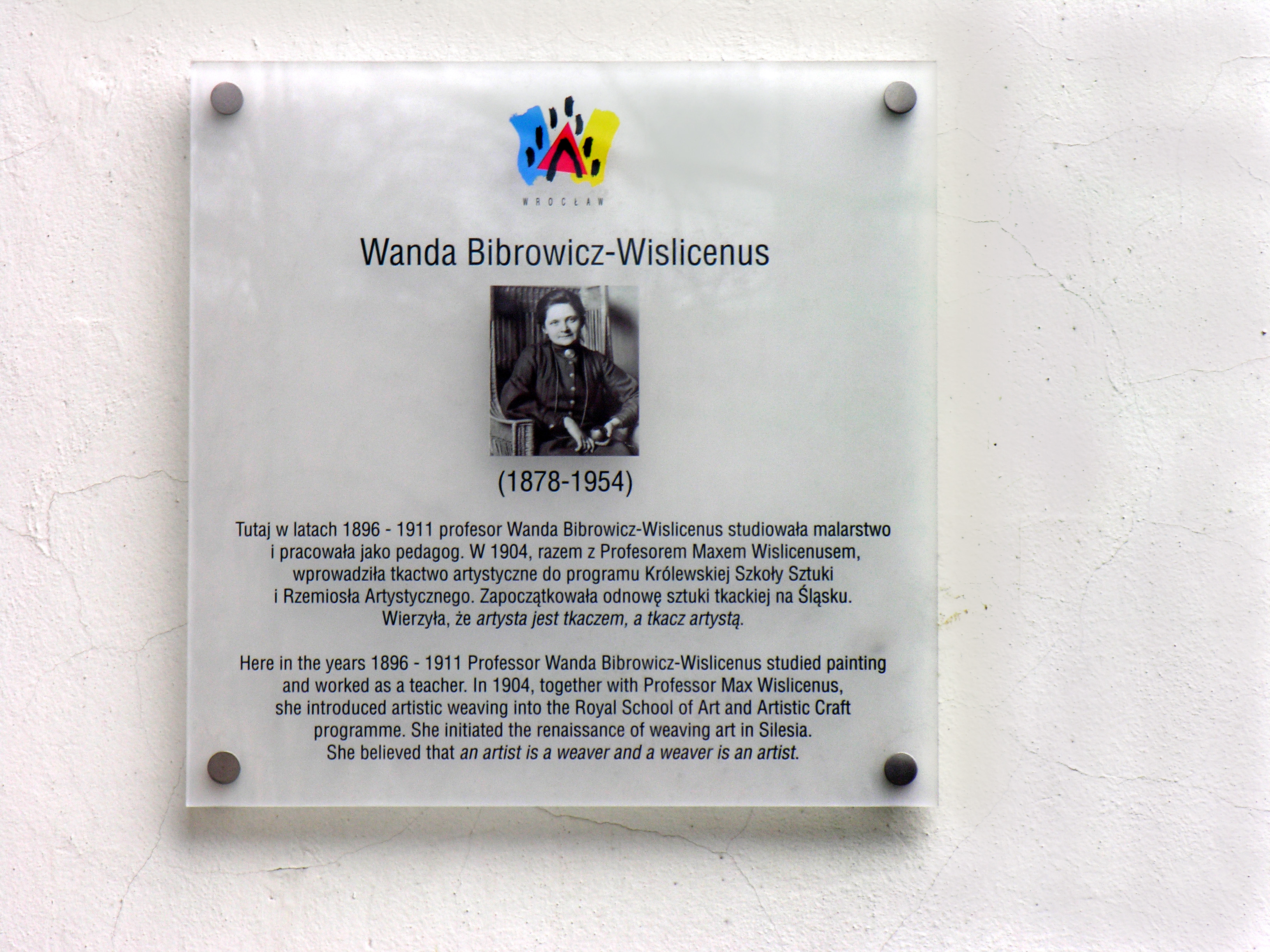
Gedenktafel für Wanda Bibrowicz in Breslau

Wanda Bibrowicz (* 3. Juni 1878 in Grätz bei Posen; † 2. Juli 1954 in Dresden) war eine in der Malerei und der Bildwirkerei ausgebildete polnische Künstlerin, Kunsthandwerkerin und Kunstpädagogin. Sie war 1911 die Gründerin der Schlesischen Werkstätte für Kunstweberei in Oberschreiberhau (Schlesien) und 1919 die Mitbegründerin der Pillnitzer Werkstätten für Bildwirkerei. Der größte Teil ihres Werkes ist dem Jugendstil und dem Art Déco zuzuordnen.

## Leben

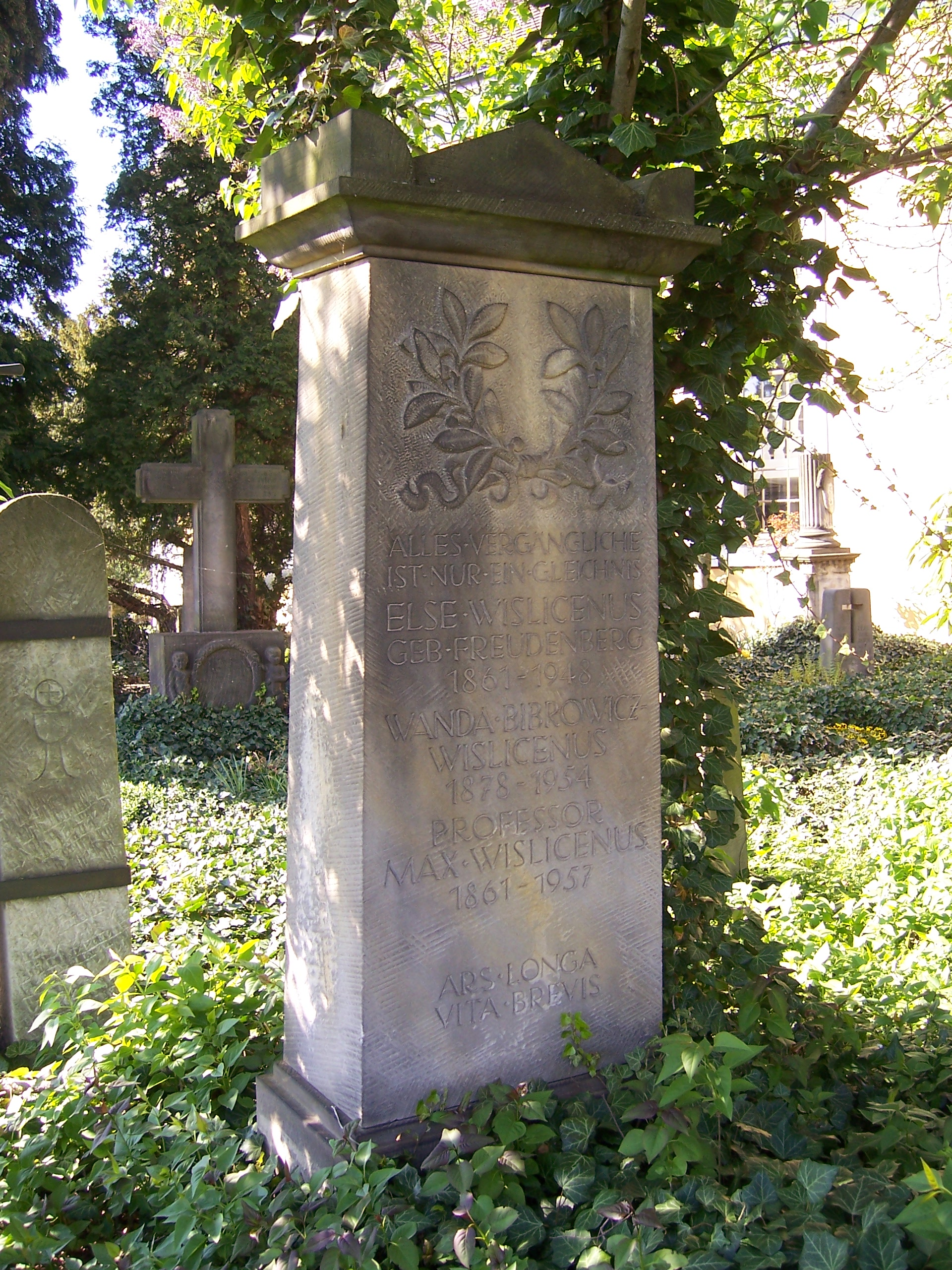
Grab von Wanda Bibrowicz auf dem Kirchfriedhof „Maria am Wasser“ in Dresden-Hosterwitz

Wanda Bibrowicz war Tochter des wohlhabenden Brauerei- und Grundbesitzers Stanislaw Bibrowicz und seiner Ehefrau Maria Tadrzyńska. Sie zeigte schon als Kind künstlerische Begabung. 1896 trat sie in die Königliche Kunst- und Gewerbeschule in Breslau ein, um die Porträtmalerei zu erlernen. Dort zählte sie zu den ersten Schülerinnen des gerade an diese Schule berufenen Max Wislicenus, der sie 1903 schließlich zur Kunstweberei brachte. Ab 1904 arbeitete sie als „technische Hilfskraft“ in der auf Initiative von Hans Poelzig, dem damaligen Direktor der Kunst- und Gewerbeschule, von Max Wislicenus neu eingerichteten Webwerkstatt. Die dazu nötigen Kenntnisse und Fertigkeiten erwarb sie unter anderem durch zusätzliche Studien in München und Berlin.
Wanda Bibrowicz gab ihre Lehrtätigkeit an dieser Werkstatt für Textilkunst aus persönlichen Gründen 1911 auf, zog nach Schreiberhau im Riesengebirge und machte sich dort mit einer Kunstweberei-Werkstätte selbständig, die sie bis 1919 betrieb. In jenem Jahr siedelte sie auf Betreiben von Hans Poelzig nach Dresden über und gründete mit Max Wislicenus im Neuen Schloss Pillnitz die „Werkstätten für Bildwirkerei Schloß Pillnitz“, die bis 1952 bestanden.
1931 übernahm sie die Leitung einer Webklasse an der Dresdner Akademie für Kunstgewerbe (spätere Staatliche Schule der Handwerksmeister). In der Zeit des Nationalsozialismus wurde sie kurz vor Kriegsende in die Gottbegnadeten-Liste aufgenommen.
Nach dem Zweiten Weltkrieg geriet die Künstlerin in Vergessenheit und lebte die letzten Jahre in Armut. 1949 heiratete sie den 17 Jahre älteren und seit 1948 verwitweten Max Wislicenus, mit dem sie seit vielen Jahren eine enge Beziehung unterhalten hatte. Wanda Bibrowicz starb im Sommer 1954 im Alter von 77 Jahren in Dresden und wurde auf dem alten Hosterwitzer Friedhof der Kirche Maria am Wasser beigesetzt. Einige Jahre später fand an ihrer Seite Max Wislicenus seine letzte Ruhestätte. Bibrowicz vermachte ihr Lebenswerk dem Staat.

## Werk
Erste eigene Tapisserien, vornehmlich mit Tier- und Pflanzenmotiven, schuf die Künstlerin ab 1904/1905. Vor allem widmete sie sich aber in ihrer ersten Schaffensphase der Breslauer Werkstatt, die – meist nach Entwürfen von Max Wislicenus – neben kleineren Werken auch großformatige Auftragsarbeiten zur Ausschmückung der Repräsentationsräume öffentlicher Gebäude schuf. Unter Mitwirkung von Wanda Bibrowicz entstanden beispielsweise der um 1909 gewirkte, mehrteilige Wandbehang für das Standesamt des Rathauses von Löwenberg in Niederschlesien, von dem eine der Tapisserien verschollen ist, die beiden anderen sich noch in gutem Zustand vor Ort befinden. Ferner schuf sie die um 1910 entstandene Tapisserie für den Repräsentationsraum des Königlichen Regierungsgebäudes in Breslau (heute Nationalmuseum).
In der Oberschreiberhauer Periode entstand 1914 die Bildwirkerei Der Heilige Franz von Assisi. Diese gelangte später in den Besitz des Kunstmäzens Albert Neisser und blieb in dessen Breslauer Villa, als diese 1918 vom Schlesischen Kunsthandwerks- und Altertumsmuseum übernommen würde. Er wurde während des Zweiten Weltkrieges zerstört.
Von dem 1914 in Oberschreiberhau begonnenen und 1921 in Pillnitz vollendeten großen Ratzeburger Gobelin-Zyklus mit insgesamt elf Tapisserien für den Sitzungssaal des Ratzeburger Kreishauses tragen fünf das Signet WB für Wanda Bibrowicz und zwei das Signet ED für Emil Doepler.
Das Kunstgewerbemuseum Dresden hat einen großen Bestand an Arbeiten von und zu Wanda Bibrowicz’.

### Werke
- 1910: Vier Pfaue auf einem Baum, (Ketterer, 191. Auktion, Nr. 1032)
- 1905: Katzen
- 1905: Eulenbaum
- 1908: Paradiesvogel
- 1908: Weißer Rabe, Lodz, Museum für Textilkunst
- 1914: Der Heilige Franz von Assisi (Original, zerstört)
- 1914/21: Ratzeburger Gobelin-Zyklus, 11 Tapisserien, Ratzeburg, Altes Kreishaus
- 1916: Frieden
- 1917: Heiliger Hieronymus
- 1920: Fliegende Reiher
- 1920: Der weiße Hirsch
- 1921: Der Heilige Hubertus, dreiteiliger Wandbehang für die Forstliche Hochschule Tharandt
- 1921: Die Jagd
- 1921: Der sächsische Wandteppich für die Sächsische Regierung (seit 1945 verschollen)
- 1926: Der Heilige Franz von Assisi (Replik), Pillnitz, Museum für Kunsthandwerk
- 1929: Tapisserie für das Rathaus in Plauen
- 1930: Waldmärchen
- 1933: Der gute Hirte für die neue katholische Kirche in Heidenau
- 1938: Betende Frauen
- 1939: Rübezahl
- 1940: Der singende Wald
- 1940: Gazellen
- 1940: Falken II (Silbermedaille der Internationalen Ausstellung von Monza, 1941)
- 1940/45: Pillnitzer Schlossteppich (später in Südamerika bewahrt)
- 1945: Die Glorie der Musik[7]

## Schüler
- Annemarie Heuer-Stauß
- Else Jaskolla
- Alice Kalenbach
- Frieda Körner
- Henny Luniatschek
- Luise Nehmitz
- Berti Rosenberg
- Margarete Ryschka
- Richard Sander (1906–1987)
- Grete Zeht, „die zusammen mit Bibrowicz 1911 nach Ober-Schreiberhau ging“[8]

## Nachruf
Der Kunsthistoriker Heinrich Mock schrieb 1954 in seinem Nachruf:

„Wanda Bibrowicz hat die Bildwirkerei vom Handwerklichen her erneuert und die Handweberei zu einem wichtigen Ausgangspunkt neuer Innenraumgestaltung gemacht. Damit wirkte sie beispielhaft und beeinflußte die dekorative Linie in den ersten Jahrzehnten unseres Jahrhunderts. … Die idealdenkende Künstlerin, deren Werk weit über die Grenzen Deutschlands bekannt ist, hat die in Pillnitz verbliebenen Wandteppiche dem Staat vermacht, der den wertvollen Besitz in die öffentlichen Sammlungen eingliedern wird, um sie als kulturelles Erbe allen Bevölkerungskreisen zugänglich zu machen.“

## Veröffentlichungen
- Etwas über Bildwirkerei. In: Prometheus. 31 (1920), S. 209–211 (Digitalisat).
- Max Wislicenus. In: Max Wislicenus Ausstellung. Dresden 1955/56 (Digitalisat).